# Geboortehuis van Peerke Donders
Het gereconstrueerd geboortehuis van Peerke Donders is een monument in de Nederlandse stad Tilburg.

## Achtergrond
Petrus Norbertus Donders of Peerke Donders (1809-1887), was een Nederlandse missionaris. Hij werd geboren als zoon van een wever in de buurtschap Heikant, bij Tilburg. Nadat hij in 1841 tot priester werd gewijd vertrok hij naar Suriname. Hij werd kapelaan in Paramaribo en vanaf 1856 pastoor op de staatsleprozerie Batavia, een voormalige plantage buiten de stad. Hij trad toe tot de congregatie van de redemptoristen en maakte vanaf 1867 missiereizen naar de binnenlanden van Suriname. In 1882 werd hij teruggeroepen naar Paramaribo en vervolgens te werk gesteld op de missiepost Mary's Hope te Coronie. In 1885 werd hij opnieuw gestationeerd op Batavia, waar hij in 1887 overleed. 
In 1900 werd zijn lichaam bijgezet in de Sint-Petrus-en-Pauluskerk te Paramaribo en kochten de redemptoristen de grond rond het voormalig geboortehuis van Donders aan de Moerstraat. In 1923 werd op de plek waar zijn geboortehuis had gestaan een marmeren gedenksteen geplaatst. In datzelfde jaar werd een kapel met processiepark gebouwd. In 1924 werd dit gedeelte van de Moerstraat omgedoopt tot Pater Dondersstraat.
Huis
In 1930 werd een reconstructie van het geboortehuis geplaatst. Daartoe werd onder leiding van architect Huub Frankefort de woning van Moerstraat 11 verplaatst. Het huis was onderdeel van een verbouwde boerderij en voor die tijd verbonden aan Moerstraat 7-9. Volgens een beschrijving van een nicht van Donders' stiefmoeder, was het huis vergelijkbaar met het oorspronkelijke geboortehuis. De in 1923 geplaatste gedenksteen werd tussen de twee bedsteden in het woonvertrek gemetseld. Het huis werd op 14 januari
1931, Donders' sterfdag, ingezegend. 
Nadat in het Wilhelminapark in Tilburg het standbeeld van Peerke Donders (1926) werd opgericht, wilde men ook een monument op zijn geboortegrond. In 1933 werd daartoe nabij het geboortehuis en de kapel het Peerke Dondersmonument geplaatst.
Het geboortehuisje werd in 1987 gerestaureerd, met medewerking van het Nederlands Openluchtmuseum.

## Beschrijving
Het huis is een eenlaags gebouwtje, opgetrokken in baksteen op een rechthoekige plattegrond onder een rieten zadeldak. De voordeur is centraal in de drie traveeën brede voorgevel geplaatst. Aan weerszijden zijn schuiframen geplaatst. In het woonvertrek zijn een schouw en twee bedsteden te zien. 
In de weefkamer ernaast staat een 19e-eeuws weefgetouw van de Tilburgse thuisweveer Frans Robben (1860-1939), die vlakbij een wevershuisje bewoonde, op de hoek van de Rugdijk en de Pater Dondersstraat. Het  weefgetouw werd in 1998 werd gerestaureerd door het Nederlands Textielmuseum. 
De geut (spoelkeuken) bevindt zich over de hele breedte aan de achterkant van het huis.

## Afbeeldingen

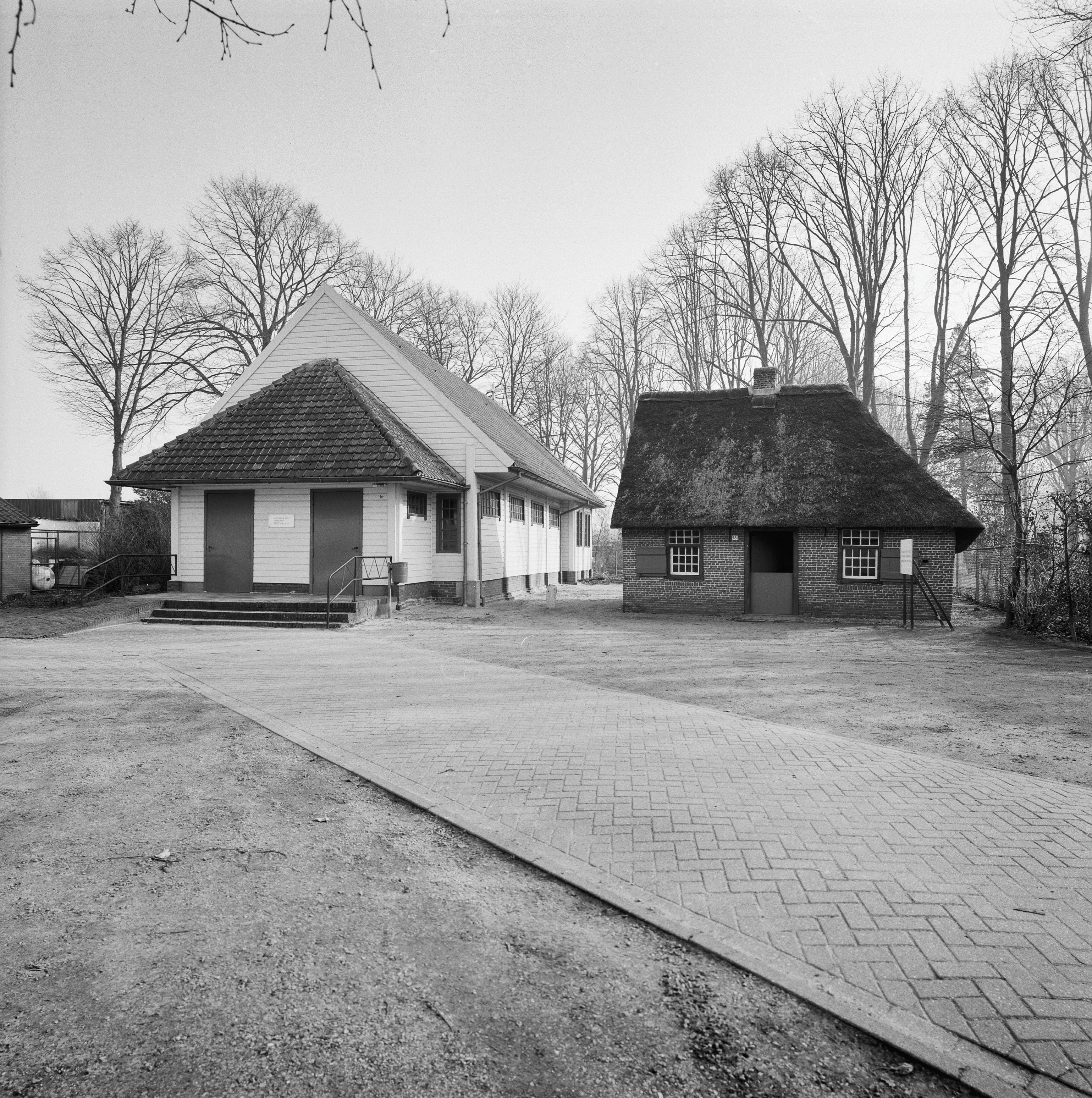
Kapel en geboortehuis, foto 1993
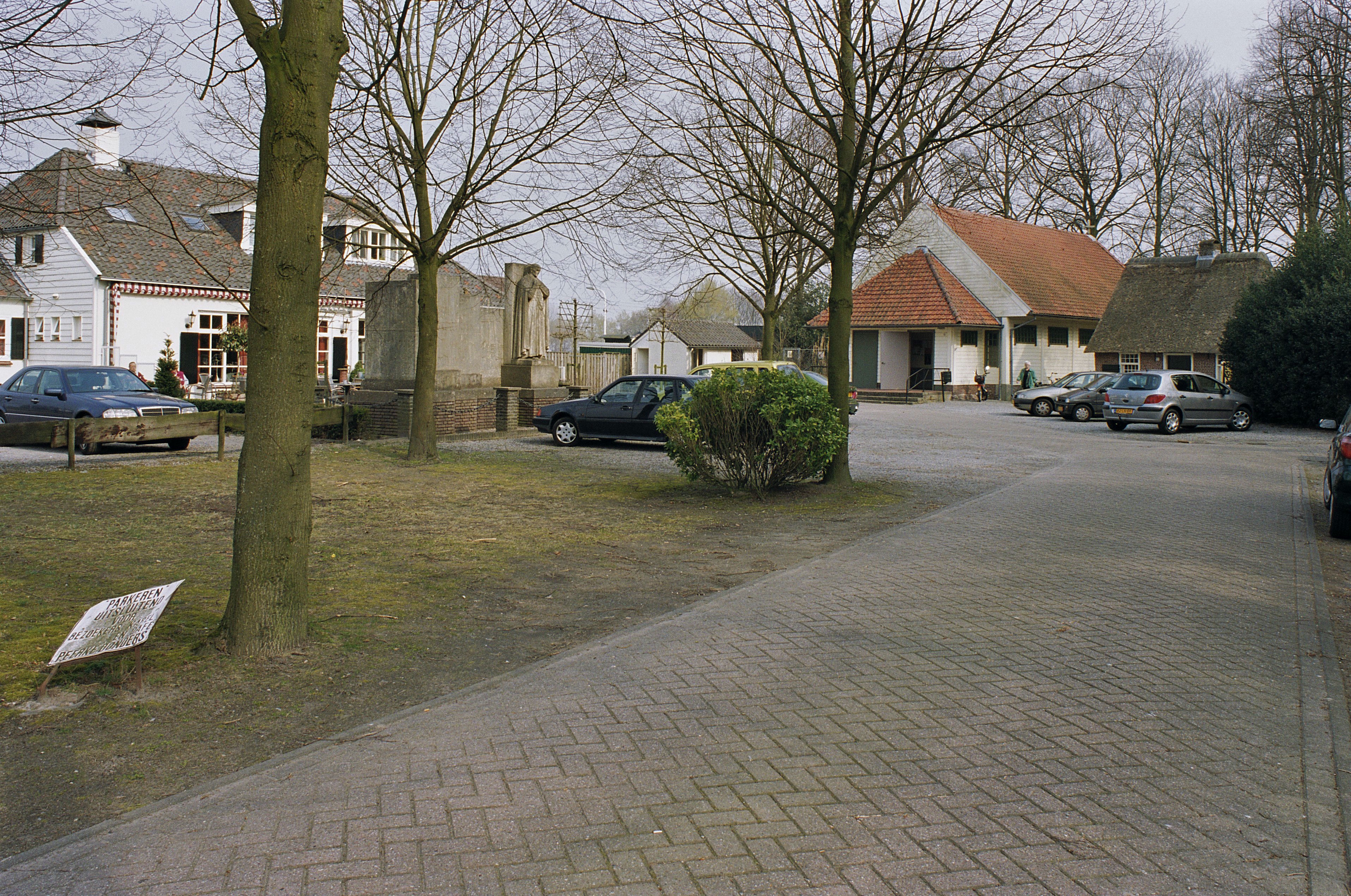
Overzicht bedevaartsoord in 2003, v.l.n.r. café, monument, kapel en geboortehuis

## Waardering
Het huis werd in 2002 als rijksmonument in het monumentenregister opgenomen. De Rijksdienst voor het Cultureel Erfgoed (RCE) gaf het daarbij de volgende waardering mee: Het woonhuis is van algemeen belang. Het gebouw heeft cultuurhistorisch belang als bijzondere uitdrukking van de ontwikkeling van de katholieke devotie in het zuiden van Nederland en is tevens van belang als voorbeeld van de typologische ontwikkeling van de bedevaartplaatsen na 1900. Het is van architectuurhistorisch belang als zeldzaam voorbeeld van de herbouw van een ouder Tilburgs wevershuis onder gelijktijdige toevoeging van een bijzondere meerwaarde als herinnering aan de Tilburgse zalige Petrus Donders. Het heeft ensemblewaarden wegens de bijzondere samenhang met kapel en beeldengroepen, het is tevens van belang wegens de detaillering. Het is gaaf bewaard gebleven en van belang wegens de architectuurhistorische, bouwtechnische, typologische en functionele zeldzaamheid van een dergelijk complex.